# Hégészó síremléke

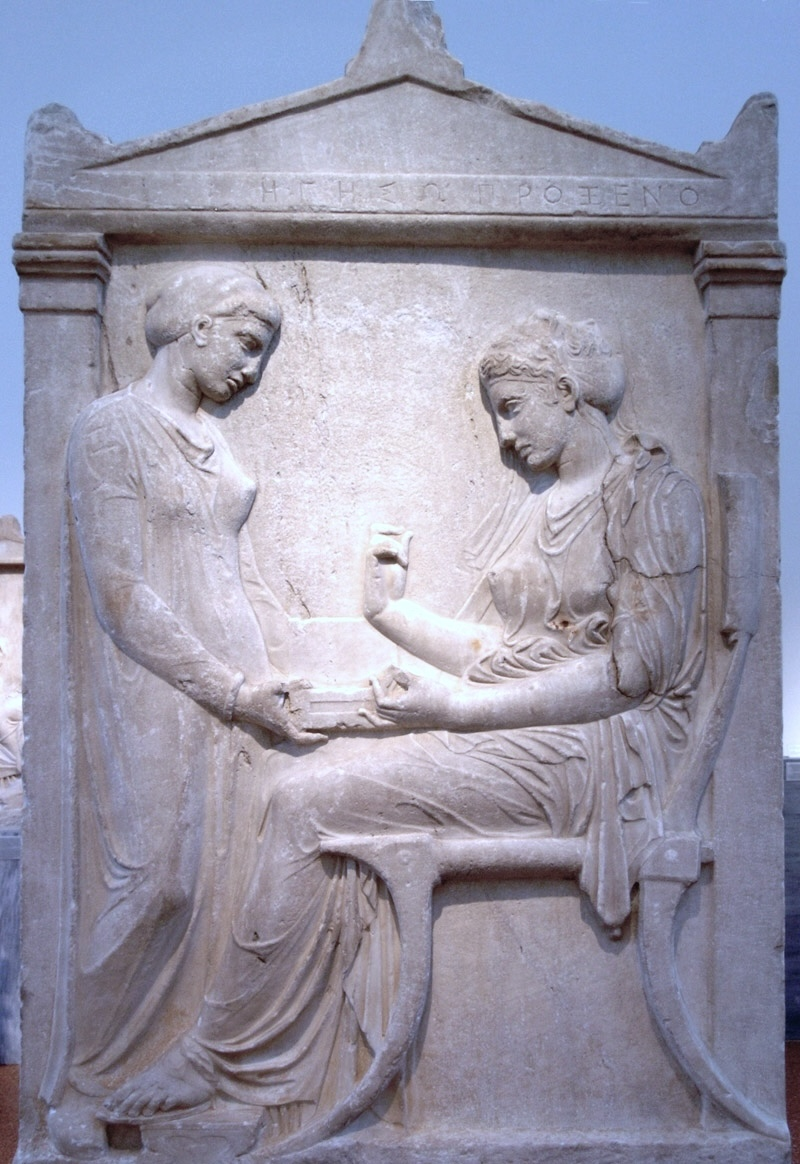
Hégészó sztéléje, Nemzeti Régészeti Múzeum, Athén

Hégészó síremléke az i. e. 5. század utolsó harmadában készült nagyszámú domborműves halotti sztélé egyike. A peloponnészoszi háborúk idején a hozzátartozók emléket akartak állítani a háborúkban elesetteknek, és az Athént i. e. 429-ben sújtó pestisjárvány áldozatainak. A halotti sztélék általában nagyméretűek, felül kis oromzattal, ahova az elhunyt nevét vésték. Hégészó sztéléje i. e. 410 körül készülhetett, neve a kőlap tetején kialakított architrávon olvasható (Hegeso Proxeno). A fiatal nő egy széken ül, és egy ékszert tart a kezében. Az ékszert egy ékszeresdobozból vette ki, amelyet szolgálólánya tart a kezében. Az úrnő és szolgálólány ábrázolása között éles kontraszt figyelhető meg. Hégészó egy elegáns vonalú széken ül, khitónt és himatiónt visel, amelyek kirajzolják testének formáját. A szolgálólány is khitónt visel, de Hégészóval ellentétben a művész csak sejteti alakját. A sztélén a halál jelenléte csak az elhunyt Hégészó szomorú, belenyugvó arckifejezésén tükröződik. Hégészó sztéléje az i. e. 4. század végének egyik kiemelkedő alkotása, jelenleg az athéni Nemzeti Régészeti Múzeumban őrzik.
A sztélé ihlette meg Babits Mihályt, aki Hegeso sírja címmel szonettet írt Hégésóról.